# Ampuis
Ampuis ist eine französische Gemeinde im Département Rhône in der Region Auvergne-Rhône-Alpes. Auf einer Grundfläche von 1557 Hektar wohnen 2760 Einwohner (Stand 1. Januar 2022), die Ampuisaits genannt werden.

## Geographie
Ampuis liegt auf der orographisch rechten Seite der Rhône, zwischen den Gemeinden Condrieu und Vienne. Die Gemeinde gehört zum Regionalen Naturpark Pilat.

## Geschichte
Der Name Ampuis soll auf das römische Emporium (zu deutsch Marktplatz oder Handelsplatz) zurückgehen. Seit der Eroberung durch die Römer wurde bei Ampuis intensiv Weinbau betrieben. Die Appellation Côte-Rôtie, deren Hauptgemeinde Ampuis ist, gilt als ältestes Weinbaugebiet der nördlichen Rhône und damit des ehemaligen Gallien. Darüber hinaus dürfen die Winzer ihre Weine unter der qualitativ weniger strikten Herkunftsbezeichnung Côtes du Rhône vermarkten.
Von der Autobahn kann man die mit riesigen Lettern beschrifteten Weinberge in Steillage sehen.

## Persönlichkeiten
- Gabriel Vanel (1925–2013), römisch-katholischer Geistlicher, Erzbischof von Auch 1985–1996

## Weblinks

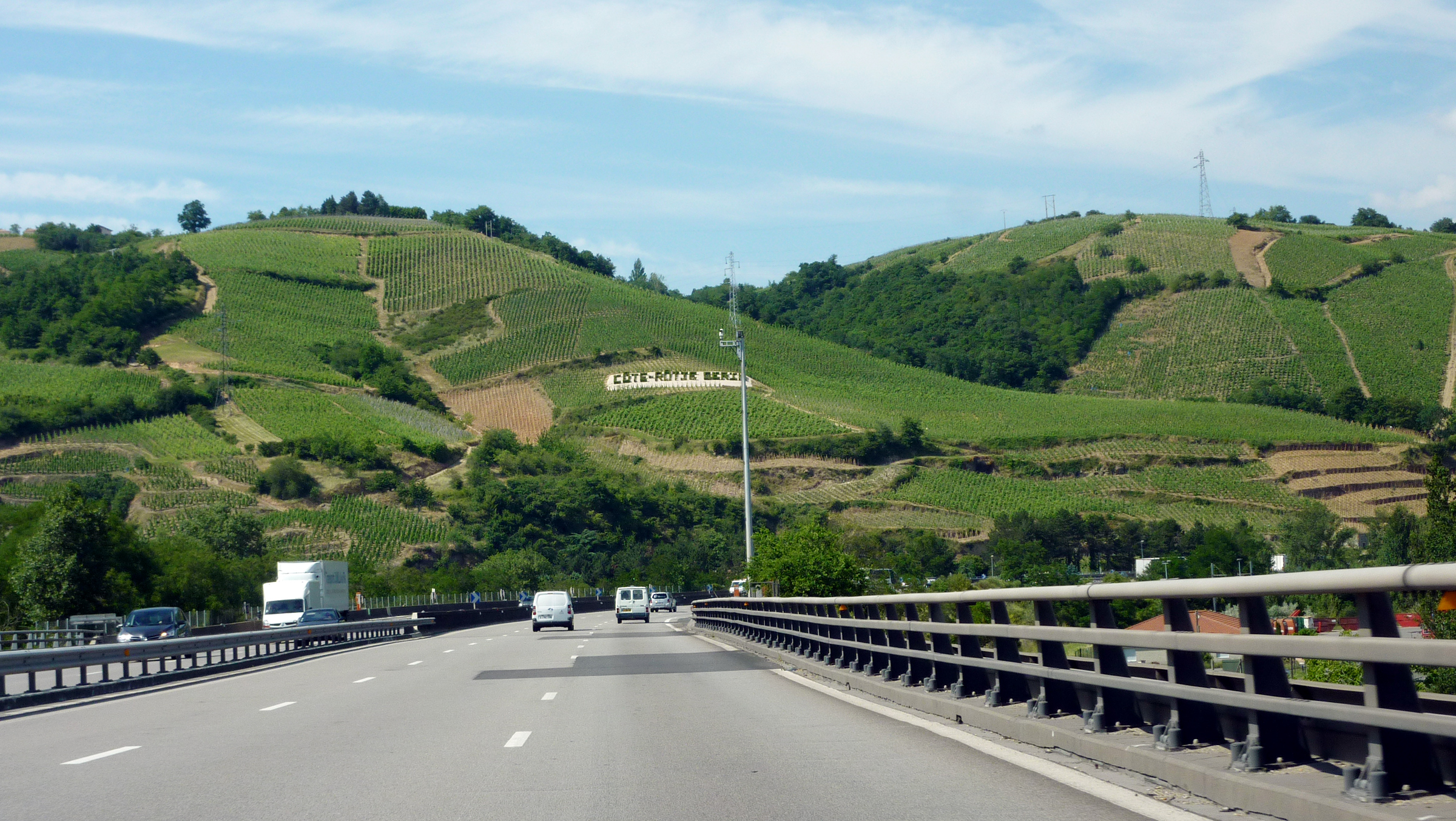
Côte-Rôtie-Weinberge gegenüber Vienne